# سیارک ۹۱۰۵
سیارک ۹۱۰۵ (به انگلیسی: 9105 Matsumura، نامگذاری:1997AU) نه هزار و صد و پنجمین سیارک کشف شده‌است که در ۲ ژانویه ۱۹۹۷ کشف شد.